# Lily LaBeau

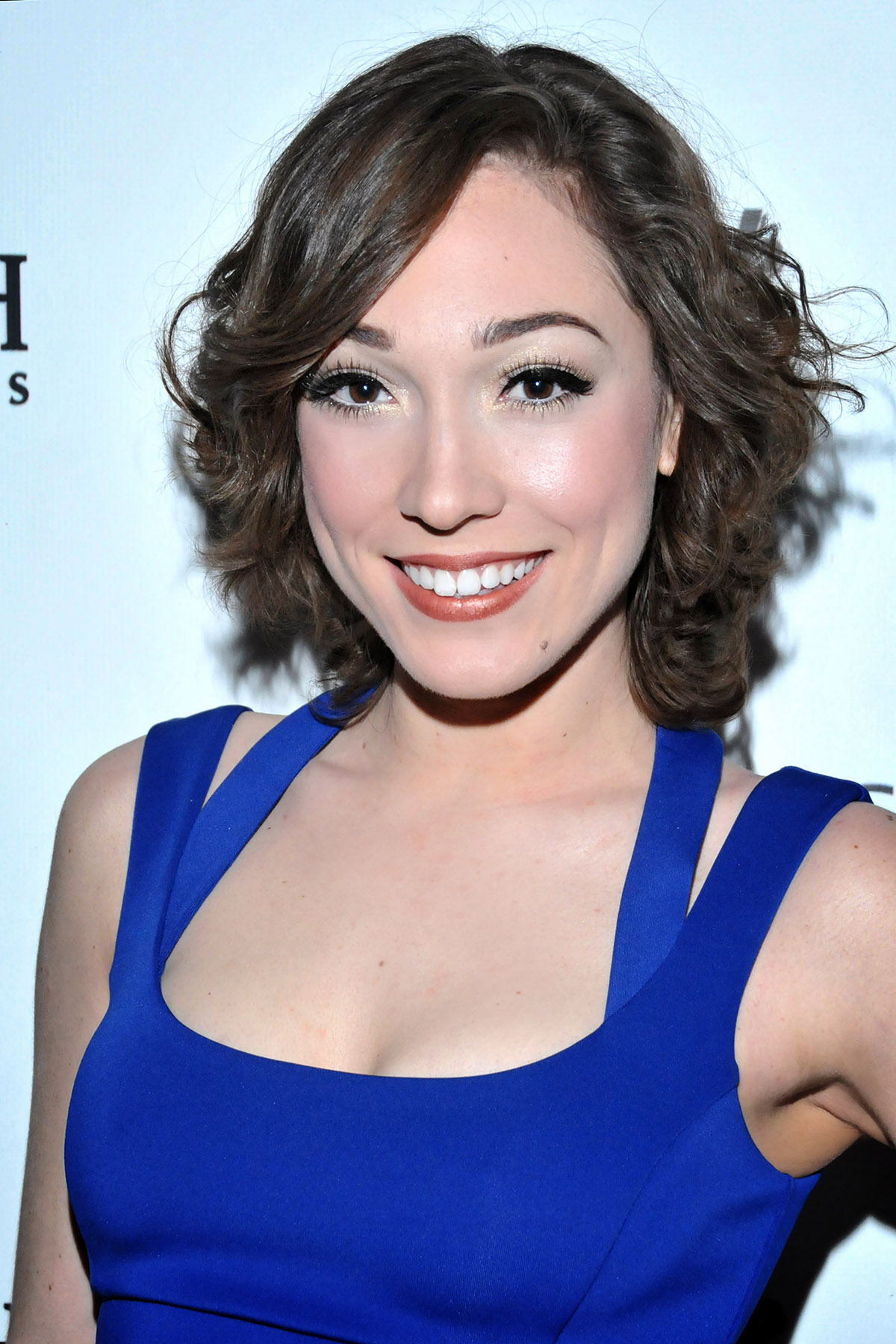
Lily LaBeau bei den AVN Awards 2015 in Las Vegas

Lily LaBeau (* 20. Januar 1991 im Bundesstaat Washington als Lacy Donovan) ist eine US-amerikanische Pornodarstellerin.

## Herkunft
Bevor LaBeau im Alter von 17 Jahren nach New York City zog, verbrachte sie die erste Hälfte ihrer Kindheit in Seattle, Washington und die zweite Hälfte in Payson (Arizona). Sie hat irische und  panamaische Vorfahren. Sie nahm an verschiedenen Schönheitswettbewerben teil und arbeitete später als Model.

## Karriere
2009 begann LaBeau ihre Arbeit als nicht-nackte Einzeldarstellerin unter dem Bühnennamen „Lily Luvs“ für die Website LilyLuvs.com. Wenige Monate später, im Oktober 2009, trat sie erstmals als Pornodarstellerin auf. Ihre erste Szene drehte sie für die von Reality Kings betriebene Website Dare Dorm. Außerdem trat sie in verschiedenen japanischen Adult Video Idol-Filmen auf. Bislang (Stand 11. Dezember 2023) spielte sie in weit über 630 pornographischen Filmen mit, unter anderen in Taxi Driver (2011), Wasteland, Tonight’s Girlfriend 84, Interracial Icon 3, Swallowed.com 3, Weapons of Ass Destruction 7, Scream XXX: A Porn Parody, Halloween XXX Porn Parody, This Ain’t Nurse Jackie XXX, Suck It Dry 9, Mandingo Massacre 3 und The Bombshells 8.

## Mainstream-Auftritte
2012 war LaBeau im Musikvideos zum Song Before Midnight von Yolanda Be Cool zu sehen. Im selben Jahr hatte sie einen Cameo-Auftritt im Independent-Drama Starlet. Ein Jahr später hatte sie eine kleinere Rolle in Paul Schraders Erotikthriller The Canyons. Außerdem trat sie in diversen Fernsehwerbungen für Streammate TV auf.

## Auszeichnungen

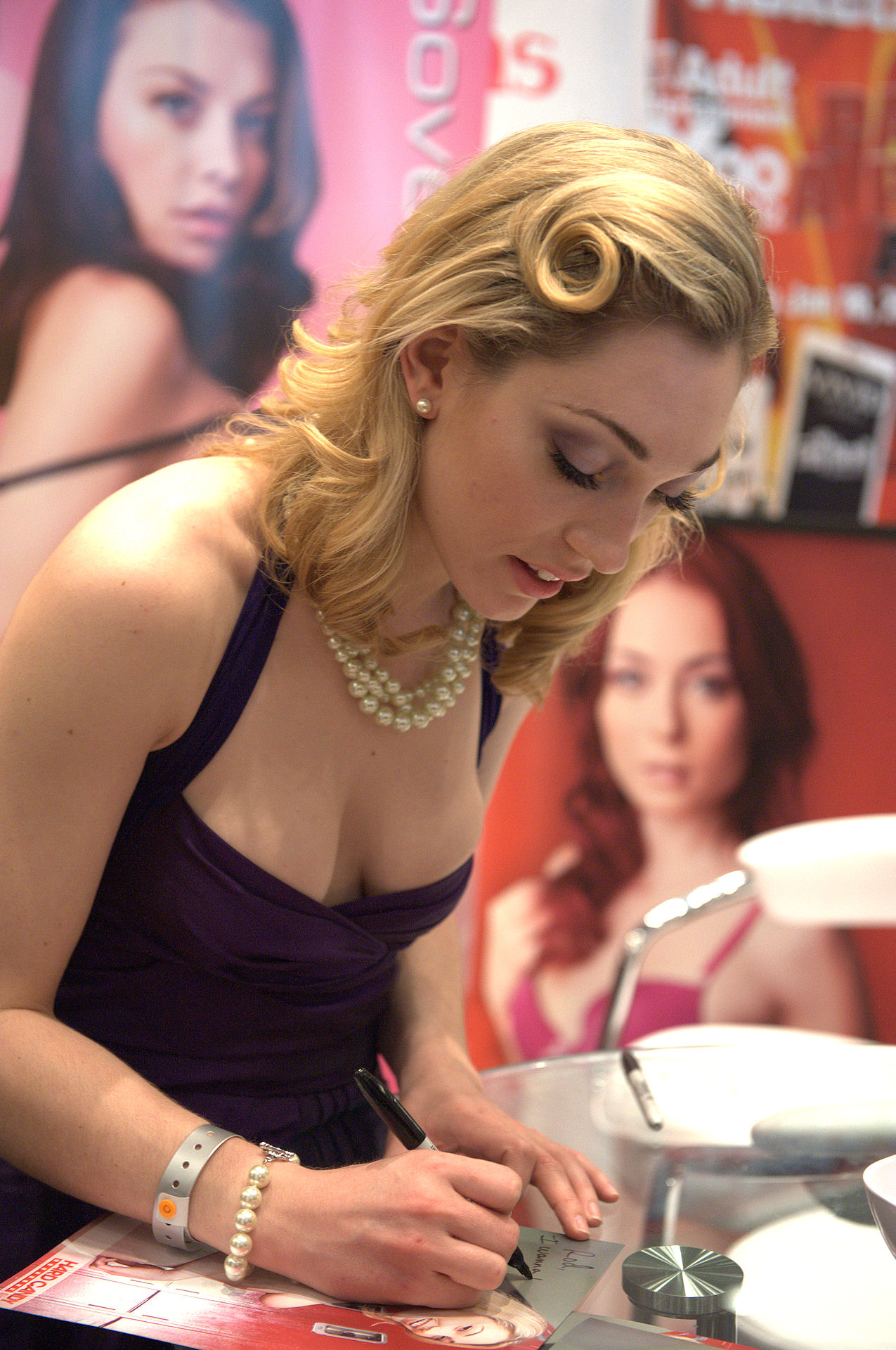
LaBeau bei der AVN Expo 2012

| Jahr | Preis      | Resultat  | Award                                                                                           | Film                        |
| ---- | ---------- | --------- | ----------------------------------------------------------------------------------------------- | --------------------------- |
| 2013 | AVN Award  | Nominiert | Female Performer of the Year                                                                    |                             |
| 2013 | AVN Award  | Nominiert | Best Actress                                                                                    | Wasteland                   |
| 2013 | AVN Award  | Nominiert | Best Girl/Girl Sex Scene (with Lily Carter)                                                     | Wasteland                   |
| 2013 | AVN Award  | Nominiert | Best Group Sex Scene (with Lily Carter, Mick Blue, David Perry, Ramon Nomar & Toni Ribas)       | Wasteland                   |
| 2013 | AVN Award  | Nominiert | Best Oral Sex Scene (with Lily Carter)                                                          | Wasteland                   |
| 2013 | XBIZ Award | Gewonnen  | Best Actress—Feature Movie (tied with Lily Carter)                                              | Wasteland                   |
| 2013 | XBIZ Award | Gewonnen  | Best Scene - Feature Movie (with Lily Carter, Mick Blue, Ramon Nomar, David Perry & Toni Ribas) | Wasteland                   |
| 2013 | XBIZ Award | Nominiert | Best Actress—Parody Release                                                                     | This Ain’t Nurse Jackie XXX |
| 2013 | XBIZ Award | Nominiert | Female Performer of the Year                                                                    |                             |
| 2013 | XRCO Award | Nominiert | Best Actress                                                                                    | Wasteland                   |